# 空軍烈士公墓
空軍烈士公墓是中華民國空軍設於臺灣新北市新店區碧潭旁的墓葬設施，1950年設置。管理單位設於新北市新店區精忠路12號，園區設有安葬區（遺骨或衣冠塚）、土葬區與靈骨塔，於每年3月29日併同春祭與公葬。

## 歷史
- 1949年，中華民國國軍配合中華民國政府陸續撤至台灣。[1]
- 1950年，中華民國空軍選定在臺北縣新店鎮碧潭旁山坡處設置烈士公墓。
- 1952年5月，公墓入口處建立「空軍烈士公墓」牌坊。
- 1956年6月，於公墓入口廣場興建「空軍忠烈將士紀念塔」，四面分別有閻海文烈士、沈崇誨烈士、溫鑄強烈士及高志航烈士殉職場景之浮雕，8月14日空軍勝利紀念日由時任中華民國總統蔣中正親自揭幕。

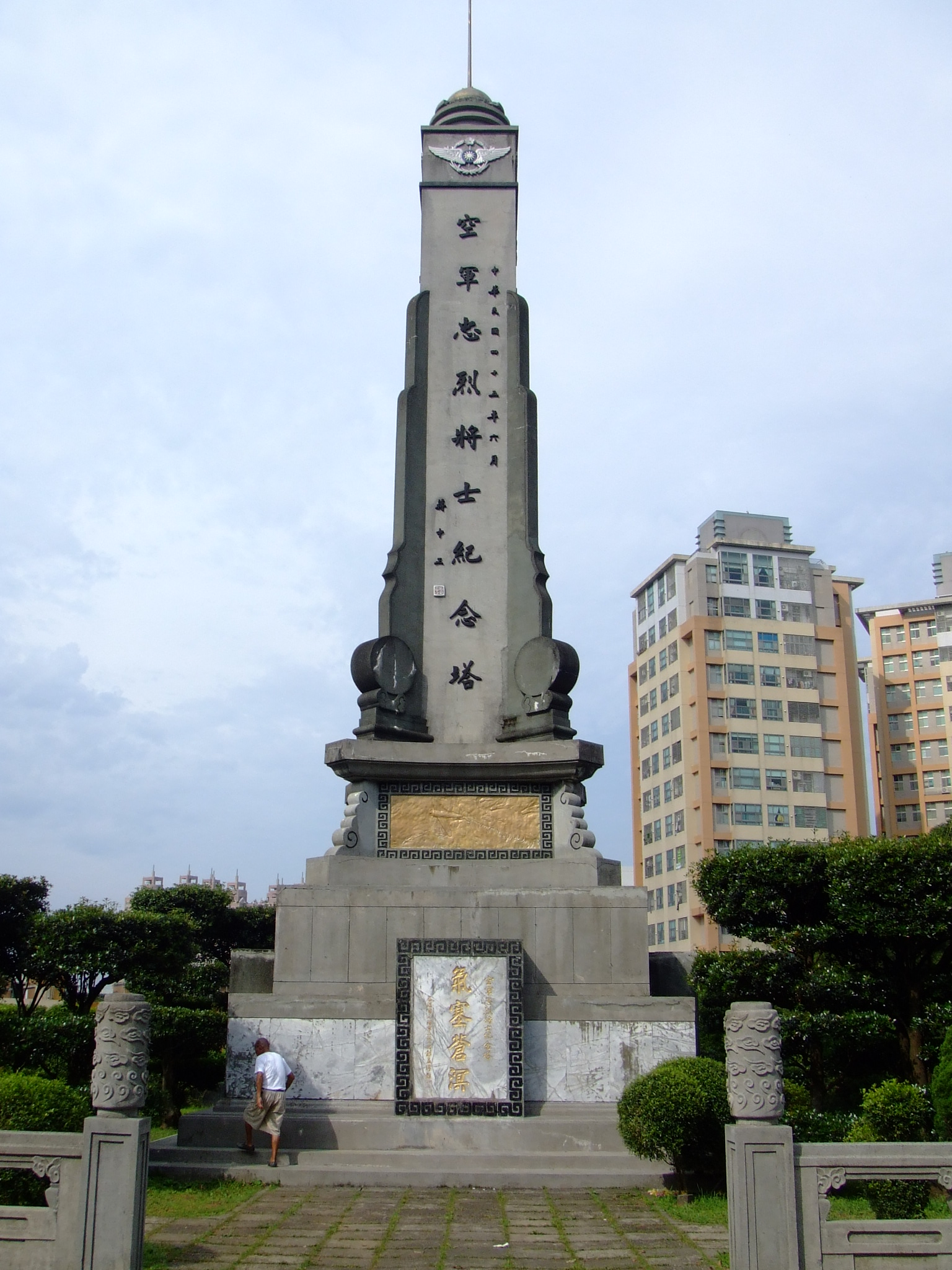
空軍忠烈將士紀念塔

- 1990年6月，興建中國宮殿式建築風格忠靈塔及修建牌樓。
- 2012年11月1日，國防部軍人公墓統一改由後備指揮部管理。

## 外部連結
- 全民防衛動員署後備指揮部-軍人公墓